# California Rehabilitation Center
California Rehabilitation Center (CRC) är ett delstatligt fängelse för manliga intagna och är belägen i Norco, Kalifornien i USA. Fängelset förvarar intagna som är klassificerade för säkerhetsnivån "medel" och är dömda för feloni. Den bedriver också avgiftningsprogram i syfte att rehabilitera de intagna från narkotikamissbruk. CRC har en kapacitet på att förvara 2 380 intagna men för den 16 november 2022 var det överbeläggning och den förvarade 3 021 intagna.

## Historik
År 1928 invigdes lyxhotellet Lake Norconian Club i Norco. I december 1941 tog USA:s federala statsmakt över hotellet och byggde om den till ett örlogssjukhus och var aktiv fram tills november 1949. Året därpå startades den upp igen i och med Koreakriget och var igång fram tills juni 1957. Det året tog Kaliforniens kriminalvårdsmyndighet California Department of Corrections and Rehabilitation (CDCR) över huvudbyggnaden och använde den som kontorslokal fram tills 2002. I mars 1962 donerade federala statsmakten hela anläggningen till delstaten i syfte att den skulle användas för avgiftningssyfte. På 1980-talet drabbades dock CDCR och delstatsfängelserna av en överbeläggningskris och CRC tvingades då att även att förvara intagna som dömdes för feloni för att lätta på trycket på de andra delstatsfängelserna i Kalifornien. År 2000 blev 19 av anläggningens byggnader listade på National Register of Historic Places. I mars 2007 upphörde fängelset att förvara kvinnliga intagna och blev enbart ett fängelse för manliga intagna.